# Astyochia paulina
Astyochia paulina là một loài bướm đêm trong họ Geometridae.